# Arzbach (Wackersberg)
Arzbach ist ein Kirchdorf und Gemeindeteil der oberbayerischen Gemeinde Wackersberg im Landkreis Bad Tölz-Wolfratshausen.

## Lage
Das Dorf liegt am linken Isarufer, etwa auf halber Strecke zwischen Lenggries und Bad Tölz, nördlich der Einmündung des Arzbachs, der hier die südliche Gemeindegrenze von Wackersberg bildet. 
Am gegenüberliegenden Isarufer und durch einen Steg (früher mittels Fähre) verbunden liegt das Dorf Obergries der Gemeinde Gaißach, wo Bahnanschluss besteht.

## Baudenkmäler
In der Liste der Baudenkmäler in Wackersberg sind für Arzbach 16 Baudenkmäler aufgeführt.